# انرژی تجدیدپذیر در ترکیه

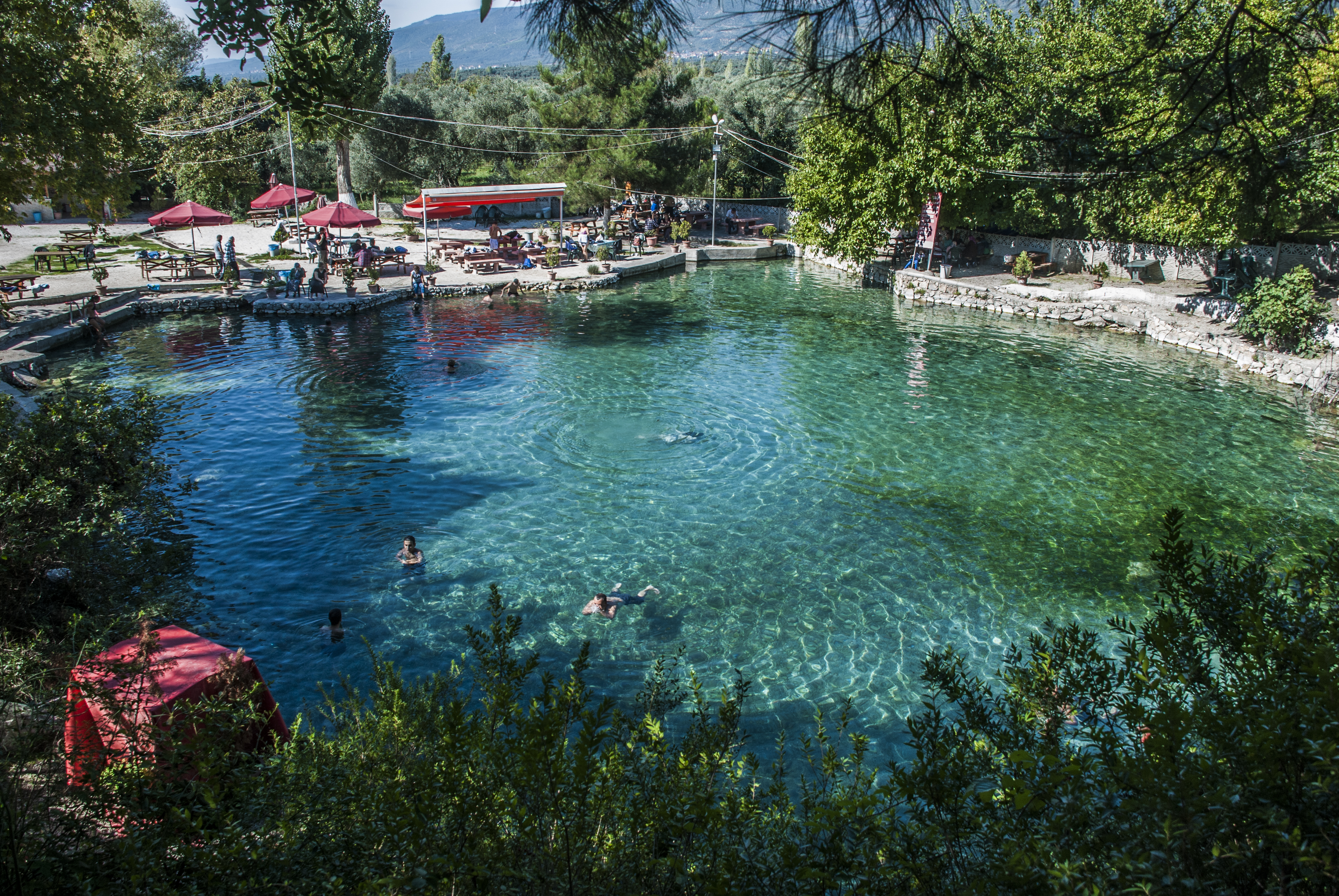
آبگرم با گرمایش زمین گرمایی در کرامت، اورهانگازی

انرژی‌های تجدیدپذیر (بالا) هنوز در مقایسه با گاز، نفت و زغال سنگ، ناچیز به نظر می‌رسند.

تولید برق بادی و خورشیدی به آرامی در حال افزایش است، اما انرژی‌های تجدیدپذیر هنوز در مجموع کمتر از زغال سنگ و گاز هستند. تولید گاز، برق آبی را در سال‌های خشکسالی جبران می‌کند.

انرژی‌های تجدیدپذیر یک‌چهارم انرژی ترکیه، از جمله گرما و برق، را تأمین می‌کنند. برخی خانه‌ها دارای سیستم‌های گرمایش خورشیدی روی پشت‌بام هستند و آب گرم زیرزمینی بسیاری از چشمه‌های آب‌گرم و گلخانه‌ها را گرم می‌کند. در بخش‌هایی از غرب، سنگ‌های داغ در نزدیکی سطح زمین به اندازه‌ای کم‌عمق هستند که می‌توان از آن‌ها برای تولید برق و گرما استفاده کرد.
توربین‌های بادی، که بیشتر در نزدیکی شهرهای غربی و مناطق صنعتی قرار دارند، یک‌دهم برق ترکیه را تولید می‌کنند.
نیروی برق‌آبی، که بیشتر از سدهای شرق کشور تأمین می‌شود، تنها منبع مدرن انرژی تجدیدپذیر است که به‌طور کامل مورد بهره‌برداری قرار گرفته است. این منبع معمولاً حدود یک‌پنجم برق کشور را تأمین می‌کند، اما در سال‌های خشکسالی مقدار آن به‌طور قابل توجهی کاهش می‌یابد.
علاوه بر باد و برق‌آبی، سایر منابع تجدیدپذیر، مانند زمین‌گرمایی، خورشیدی و بیوگاز، مجموعاً حدود یک‌دهم برق ترکیه را در سال ۲۰۲۲ تولید کرده‌اند.
بیش از نیمی از ظرفیت نصب‌شده برای تولید برق متعلق به انرژی‌های تجدیدپذیر است.
ترکیه سابقه‌ای طولانی در سوزاندن چوب، استفاده از آسیاب‌های بادی و استحمام در چشمه‌های آب گرم دارد. بسیاری از سدها از اواسط قرن بیستم تا اوایل قرن بیست‌ویکم ساخته شده‌اند، اما برخی معتقدند که دولت‌ها به جامعه مدنی نفوذ کافی در سیاست‌گذاری انرژی نداده‌اند، که منجر به اعتراضاتی علیه ساخت سدها، نیروگاه‌های زمین‌گرمایی و حداقل یک مزرعه بادی شده است.
با وجود اقلیم آفتابی ترکیه، انرژی خورشیدی کمتر توسعه یافته است. با توجه به انعطاف‌پذیری سیستم برق، افزایش سهم انرژی‌های تجدیدپذیر تا ۷۰٪ به‌راحتی امکان‌پذیر است.
انرژی خورشیدی می‌تواند با سرعت بیشتری گسترش یابد اگر شبکه برق سریع‌تر بهبود یابد و سیاست‌های انرژی مورد بازنگری قرار گیرد، به‌ویژه با لغو یارانه‌های سوخت‌های فسیلی.
برنامه‌ریزی شده است که نیروگاه‌های هیبریدی متعددی ساخته شوند و باتری‌ها در حال ادغام با این سیستم‌ها هستند. شرکت‌هایی با سهم قابل‌توجهی از انرژی‌های تجدیدپذیر شامل شرکت دولتی تولید برق (عمدتاً برق‌آبی)، آیدم و کالایون هستند. اگر انرژی‌های تجدیدپذیر بتوانند به حذف تدریجی زغال‌سنگ تا سال ۲۰۳۰، به جای سال هدف ملی صفر شدن انتشار گازهای گلخانه‌ای در سطح ملی یعنی سال ۲۰۵۳، کمک کنند، این امر مزایای قابل توجهی برای سلامتی خواهد داشت و تورم را در ترکیه کاهش می‌دهد. از سال ۲۰۲۲، انرژی‌های تجدیدپذیر برای دستیابی به آن سال هدف کافی نیستند.وسایل نقلیه الکتریکی مختلفی در حال تولید هستند که از افزایش تولید انرژی‌های تجدیدپذیر استفاده کرده و به کاهش آلودگی هوا کمک خواهند کرد.

## پروژه‌های ترکیبی، ذخیره‌سازی و یکپارچه‌سازی
نیروگاه‌های خورشیدی اغلب به نیروگاه‌های موجود مانند زمین‌گرمایی، برق‌آبی و بادی افزوده می‌شوند.
یک ترکیب هیبریدی از انرژی خورشیدی و زیست‌توده نیز امکان‌پذیر است.
تا ۱۵٪ از ظرفیت نصب‌شدهٔ فعلی می‌تواند بدون نیاز به مجوز جدید افزوده شود، مشروط بر اینکه تولید از این حد فراتر نرود، هرچند ظرفیت اضافه نمی‌تواند یارانهٔ دلاری دریافت کند.
یک نیروگاه مجازی وجود دارد که با انرژی زمین‌گرمایی، بادی، خورشیدی و برق‌آبی فعالیت می‌کند.
ترکیب باد و/یا خورشیدی با ذخیره‌سازی نیز محبوب است.
افزایش سهم خودروهای الکتریکی در ترکیه تا ۱۰٪ تا سال ۲۰۳۰ به یکپارچه‌سازی برق متغیر کمک خواهد کرد.
کابل‌های انتقال و توزیع در معرض خطر متوسط زلزله قرار دارند، در حالی که ترانسفورماتورها با خطر بالا مواجه هستند و انرژی خورشیدی کمترین خطر را دارد.
اندیشکدهٔ شورا پیشنهاد می‌کند که میکروشبکه‌های خورشیدی و باتری‌ها می‌توانند مقاومت در برابر زلزله را افزایش دهند.

## آینده
باد، و به‌ویژه انرژی خورشیدی، می‌تواند بخش بسیار بیشتری از انرژی ترکیه را تأمین کند. برآورد شده که بیش از نیمی از تولید برق می‌تواند تا سال ۲۰۲۶ از منابع تجدیدپذیر باشد، اما ترکیه کمتر از کشورهای مشابه مدیترانه‌ای در انرژی خورشیدی و بادی سرمایه‌گذاری کرده است.
افزایش انرژی‌های تجدیدپذیر می‌تواند انتشار گازهای گلخانه‌ای را کاهش دهد و ترکیه را از پرداخت تعرفه‌های کربنی سایر کشورها معاف کند. ترکیه صادرکنندهٔ خالص تجهیزات نیروی بادی است اما واردکنندهٔ خالص تجهیزات انرژی خورشیدی محسوب می‌شود.
مجموع انرژی‌های تجدیدپذیر غیر برق‌آبی در سال ۲۰۲۱ از برق‌آبی پیشی گرفت. انتظار می‌رود که انرژی خورشیدی پیش از سال ۲۰۳۰ از انرژی بادی نیز پیشی بگیرد. وزیر انرژی در سال ۲۰۲۳ اعلام کرد که تا سال ۲۰۳۵ انرژی‌های تجدیدپذیر تقریباً یک‌چهارم انرژی کشور را تأمین خواهند کرد.
یک مطالعه نشان داده که با افزایش گستردهٔ انرژی خورشیدی در جنوب و انرژی بادی در غرب، نیاز برق کشور می‌تواند کاملاً از منابع تجدیدپذیر تأمین شود.
شبیه‌سازی سال ۲۰۲۲ توسط شورا برای تولید برق در بهار ۲۰۳۰ نشان می‌دهد که باد و انرژی هسته‌ای می‌توانند تأمین بار پایه را بر عهده داشته باشند، در حالی که انرژی خورشیدی بخش عمده‌ای از تقاضای روزانه را پوشش می‌دهد و برق‌آبی ذخیره‌شده در سدها برای انعطاف‌پذیری شبانه حفظ می‌شود.
برخی کارشناسان معتقدند که انرژی هسته‌ای باعث ثبات شبکه در برابر نوسانات انرژی‌های تجدیدپذیر متغیر خواهد شد، در حالی که برخی دیگر پیشنهاد می‌کنند که ظرفیت بار پایهٔ زمین‌گرمایی بیشتری باید اضافه شود.
اندیشکده امبر در سال ۲۰۲۲ اعلام کرد که ترکیه باید توسعه انرژی‌های تجدیدپذیر را حداقل دو برابر سرعت دهد تا بخش برق را کاهش کربن داده و هزینه‌های واردات را کاهش دهد.
در سال ۲۰۲۳ این اندیشکده پیشنهاد کرد که روند توسعه انرژی خورشیدی در مناطق آفتابی جنوب تسریع شود.
اندیشکده شورا اظهار داشت که انرژی‌های تجدیدپذیر می‌توانند تا سال ۲۰۳۰ حدود ۷۰٪ برق را تأمین کنند و سهم زغال‌سنگ به ۵٪ کاهش یابد.
برنامه‌ریزی شده است که تا سال ۲۰۳۰ خطوط انتقال جدید ۴۰۰ کیلوولت ساخته شوند.
بر اساس این برنامه، تا سال ۲۰۳۵ ظرفیت نصب‌شده افزایش خواهد یافت به ۳۰ گیگاوات (۲۵ گیگاوات در خشکی، ۵ گیگاوات در دریا) انرژی بادی و ۵۳ گیگاوات انرژی خورشیدی. طرح ملی انرژی که در سال ۲۰۲۲ منتشر شد، انتظار دارد سهم انرژی‌های تجدیدپذیر و منابع انرژی تجدیدپذیر متناوب در تولید برق تا سال ۲۰۳۵ به ترتیب به ۵۵٪ و ۳۴٪ افزایش یابد این طرح برای افزایش ظرفیت نصب شده به ۳۵ گیگاوات برق آبی و ۵ گیگاوات در مجموع برق زمین گرمایی و زیست توده است: ۱۵ این طرح انتظار دارد سهم انرژی‌های تجدیدپذیر در مصرف انرژی اولیه، که در سال ۲۰۲۰، ۱۶٫۷ درصد بود، تا سال ۲۰۳۵ به ۲۳٫۷ درصد افزایش یابد: ۱۹ این طرح انتظار دارد سهم برق از انرژی‌های تجدیدپذیر متغیر، که در سال ۲۰۲۰، ۱۲ درصد بود، تا سال ۲۰۳۵ به تدریج به ۳۴ درصد افزایش یابد: ۲۴

## اقتصاد
هزینهٔ صرفاً سوختی تولید برق با گاز فسیلی در اوایل سال ۲۰۲۲ برابر با ۱۲۸ دلار آمریکا به ازای هر مگاوات ساعت بود که بیش از دو برابر هزینهٔ متوازن شدهٔ برق تولیدی از نیروگاه‌های خورشیدی مقیاس بزرگ و نیروگاه‌های بادی خشکی جدید است.
انرژی‌های تجدیدپذیر از نظر اقتصادی با زغال‌سنگ داخلی رقابت می‌کنند.
با این حال، در سال ۲۰۲۲ انرژی بادی و خورشیدی همچنان گران‌تر از اقدامات بهینه‌سازی مصرف انرژی بودند که هزینهٔ آن‌ها ۱۴ دلار آمریکا به ازای هر مگاوات ساعت برآورد شده بود.
تعرفه‌های خرید تضمینی برق بر حسب لیر (با تعدیل جزئی به دلار) به ازای هر کیلووات ساعت بسته به منبع تعیین می‌شود و ممکن است در صورت استفاده از اجزای داخلی، مبلغ اضافی اعمال شود. زمین گرمایی و تلمبه ذخیره ای ۱۵ سال از این YEKDEM را دریافت می‌کنند. در غیر این صورت، تعرفه‌ها به مدت ۱۰ سال و هرگونه پاداش محلی به مدت ۵ سال اعمال می‌شود و هر سه ماه یکبار مورد بازنگری قرار می‌گیرد. اگرچه نرخ‌های بهره تضمین‌شده تا سال ۲۰۳۰ ادامه خواهد داشت، سرمایه‌گذاران نگران نوسانات لیر هستند.
پس از حملهٔ روسیه به اوکراین در اوایل سال ۲۰۲۲، هزینهٔ سوخت وارداتی افزایش شدیدی یافت و نهاد تنظیم بازار انرژی ترکیه (EMRA) اختیار مداخله در بازار برق را دریافت کرد.
بر اساس مدل هزینهٔ حمایتی بانک توسعه صنعتی ترکیه، منابع مالی از نیروگاه‌های خورشیدی، بادی و برق‌آبی با هزینهٔ کم به نیروگاه‌هایی با هزینهٔ عملیاتی بالا مانند زغال‌سنگ و گاز طبیعی وارداتی منتقل می‌شود.
با وجود درخواست برخی تولیدکنندگان انرژی‌های تجدیدپذیر برای حذف این هزینه، این مدل حمایتی در سال ۲۰۲۳ تمدید شد.
این سیستم هم بر قیمت تبادلات بازار و هم بر قیمت‌های ثابت تعیین‌شده در قراردادهای دوجانبه اعمال می‌شود.
برخی حقوقدانان این تصمیم EMRA را به‌عنوان نوعی مالیات بر تولیدکنندگان کم‌هزینه مورد انتقاد قرار داده‌اند، زیرا طبق قانون اساسی تنها پارلمان مجاز به وضع مالیات است.

## مقررات
تولیدکنندگان بدون مجوز (حدود ۲٪ از عرضه، که بیش از ۹۰٪ آن خورشیدی است) باید برای بررسی‌های فنی و تأییدیه به شرکت‌های توزیع یا دارندگان مجوز پارک‌های صنعتی در منطقه خود مراجعه کنند.
تولید برق می‌تواند بسیار سریع‌تر افزایش یابد اگر یارانه‌های زغال‌سنگ حذف شوند و سیستم مزایده بهبود یابد.
در سال ۲۰۲۲، مقررات تولید برق بدون مجوز اصلاح شد، به‌طوری‌که مقدار انرژی مازاد قابل فروش نباید از مصرف کل مشترک در سال قبل بیشتر باشد؛ مقدار اضافی به مکانیزم حمایت از منابع انرژی تجدیدپذیر منتقل می‌شود.
این مقررات ممکن است به دلیل عطف‌به‌ماسبق بودن غیرقانونی باشد.

## سیاست
انجمن صنعت برق ترکیه طبقه‌بندی‌ای را پیشنهاد کرده است که شامل سرمایه‌گذاری در انرژی‌های تجدیدپذیر می‌شود و بر اساس طبقه‌بندی اتحادیه اروپا برای فعالیت‌های پایدار تنظیم شده است. برخی از دانشگاهیان می‌گویند که دولت‌ها به جامعه مدنی اجازه اظهار نظر کافی در مورد سیاست‌های انرژی نداده‌اند، که منجر به اعتراضاتی علیه ساخت نیروگاه‌های برق آبی، زمین گرمایی و حداقل یک مزرعه بادی شده است. در سال ۲۰۲۲، اتحادیه اروپا از الزامات مربوط به محتوای محلی شکایت کرد و گفت که این الزامات، قوانین سازمان تجارت جهانی و اتحادیه گمرکی اتحادیه اروپا-ترکیه را برآورده نمی‌کند. اندیشکده شورا می‌گوید که انرژی‌های تجدیدپذیر می‌توانند تا سال ۲۰۳۵ جایگزین انرژی زغال سنگ شوند.

## سلامت

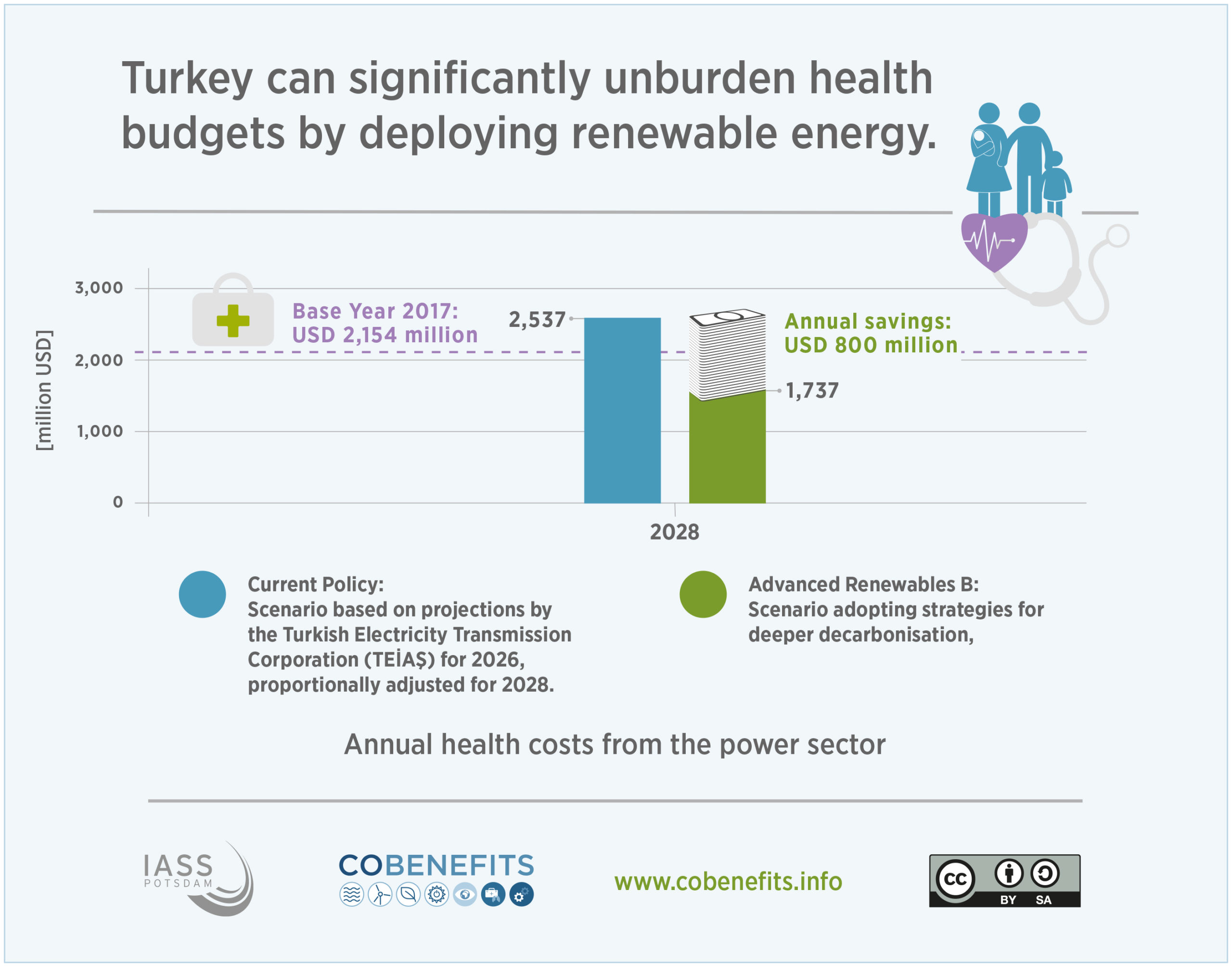
انرژی‌های تجدیدپذیر هزینه‌های سلامت در ترکیه را کاهش می‌دهند.

در ترکیه، انرژی زمین‌گرمایی عمدتاً برای گرمایش استفاده می‌شود و سیستم‌های گرمایش خورشیدی آب نیز به‌طور گسترده رایج هستند.
با این حال، سوزاندن چوب برای گرمایش خانگی (که در گزارش‌های علمی به‌عنوان زیست‌توده سنتی طبقه‌بندی شده است) در طول تاریخ باعث آلودگی هوا در محیط‌های داخلی شده و همچنان مشکلاتی ایجاد می‌کند.
مزایای احتمالی سلامت ناشی از گسترش انرژی‌های تجدیدپذیر مدرن سالانه ۸۰۰ میلیون دلار آمریکا برآورد شده است.
مزایای سلامتی می‌تواند بیشتر باشد اگر انرژی‌های تجدیدپذیر موفق به حذف زغال‌سنگ تا سال ۲۰۳۰ شوند.

## تاریخچه

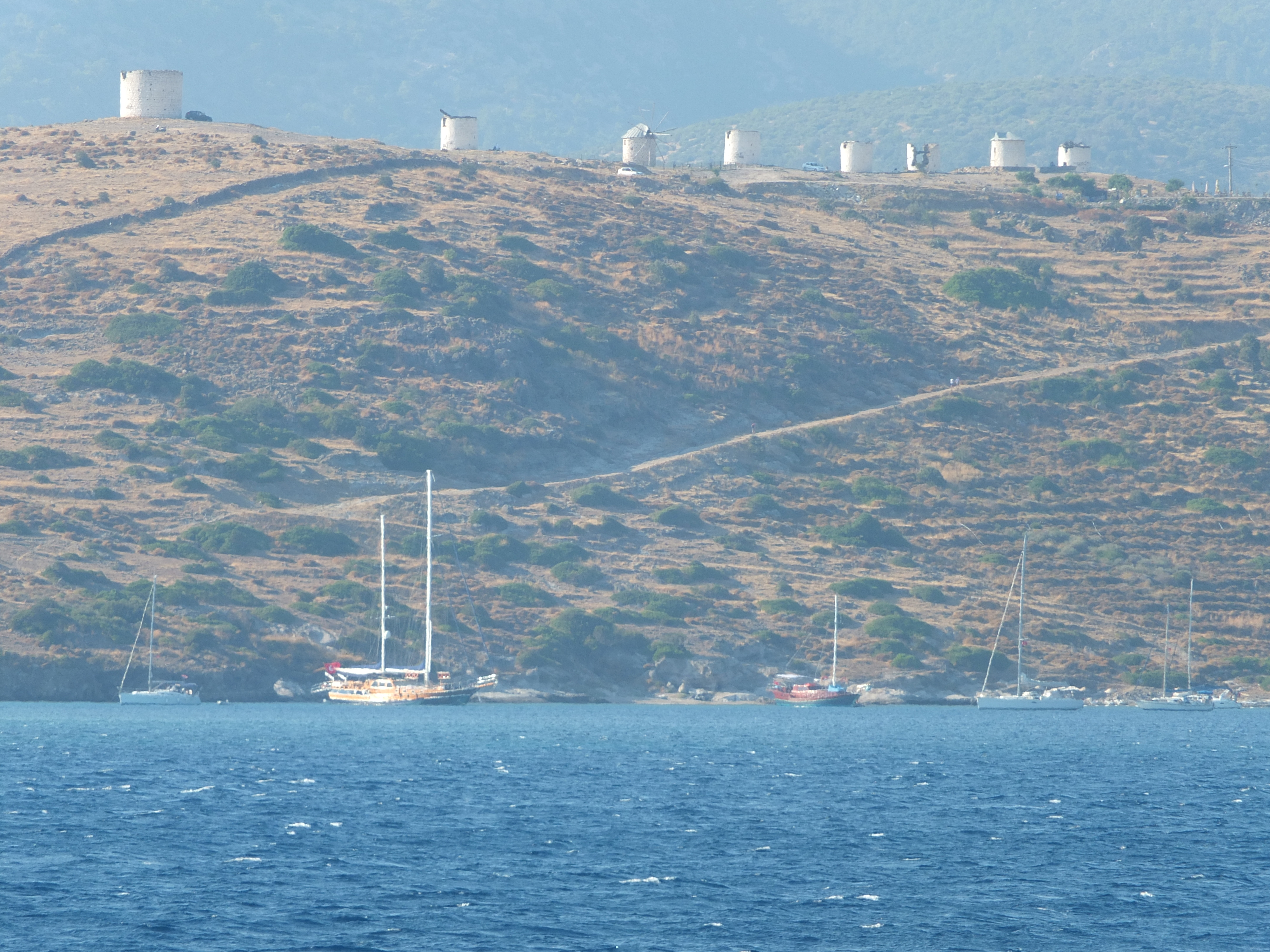
آسیاب‌های بادی بدروم

مردمان نوسنگی در هلال حاصلخیز از کود حیوانی برای سوخت استفاده می‌کردند.
استفاده از چوب به‌عنوان زیست‌توده سنتی در دوران پیش از جمهوری تأثیر قابل توجهی بر جنگل‌های ترکیه در مرکز و جنوب شرق آناتولی داشت، در حالی که جنگل‌های مناطق ساحلی به دلیل دریافت بارندگی بیشتر تا حدی تجدیدپذیرتر بودند.
به دلیل جنگل‌زدایی در مناطق خشک، جوامع فقیر تا اواخر قرن بیستم در برخی روستاهای دورافتاده همچنان کود خشک را به‌عنوان سوخت می‌سوزاندند.
در اوایل قرن بیست‌ویکم، چوب منبع اصلی انرژی در مناطق روستایی بود.
در اواخر قرن بیستم، بیوگاز به محور بسیاری از پژوهش‌ها تبدیل شد.
اولین پمپ حرارتی مسکونی در آغاز قرن نصب شد.
گرمایش زمین‌گرمایی و خورشیدی در مراحل اولیه توسعه یافتند.
برق‌آبی طی چندین دهه گسترش یافت و پس از آن تولید برق زمین‌گرمایی، بادی و خورشیدی دنبال شد.
اگرچه از دهه ۱۹۷۰ تحقیقاتی دربارهٔ خانه‌های خورشیدی انجام شده است، اما این مطالعات با توجه به اهمیت صنعت ساخت‌وساز به‌عنوان ناکافی مورد انتقاد قرار گرفته‌اند.

## برای مطالعهٔ بیشتر
- Cobenefits Policy Report: Unlocking the co-benefits of decarbonising Turkey's power sector (Report). IASS IPC/UfU. December 2020.